# Дивврач
Дивврач — сокращённое название должности «дивизионный врач» и персональное воинское высшего начальствующего (военно-медицинского) состава Рабоче-крестьянской Красной армии и Военно-Морского Флота СССР, а также войск НКВД в период 1935—1943 гг. Выше бригврача, ниже корврача.

## История
Введено Постановлениями ЦИК СССР № 19 и СНК СССР № 2135 от 22 сентября 1935 года «О введении персональных военных званий начальствующего состава РККА и об утверждении Положения о прохождении службы командным и начальствующим составом РККА» взамен всех прежних званий военно-медицинского состава служебной категории К-11. Предназначалось для высшего руководящего состава центральных управлений Наркомата обороны СССР, начальников санитарных служб в соединениях и руководителей военных исследовательских учреждений, а также для профессорско-преподавательского состава военно-учебных заведений. В пограничных и внутренних войсках НКВД это звание было установлено приказом № 331 от 23 октября 1935 года и предназначалось для руководителей медико-санитарных и научно-исследовательских подразделений центрального аппарата наркомата, могло присваиваться и военнослужащим морских частей войск. Следует учитывать, что данное звание могло быть присвоено только военнослужащему с высшим медицинским образованием, являющемуся практикующим врачом, прочий начальствующий состав в этой службе, включая и фармацевтов, носил звания военно-хозяйственного состава.
В марте 1940 года по проекту К. Е. Ворошилова предполагалось ввести звание генерал-майор санитарной службы.
Точное количество присвоения звания дивврач не установлено. Четверо дивврачей подверглись репрессиям перед Великой Отечественной войной: Великанов И. М., Зарайский А. Н., Рейнер Б. А. и Барков А. Н. Пятеро умерли: Аствацатуров М. И. в 1936 г., Андреев В. А. в 1939 г., Окунаевский Я. Л. в 1940 г., Горшков М. А. в 1941 г. и Буш Э. В. в 1942 г.
Упразднено Постановлением ГКО СССР № 2685 от 2 января 1943 года «О введении персональных воинских званий военно-медицинскому и военно-ветеринарному составу Красной Армии». При переаттестации в 1943 году военнослужащим, имеющим данное звание, присваивалось звание генерал-майора медицинской службы. Лубо В. К. и Джанелидзе И. И. были переаттестованы в генерал-лейтенантов медицинской службы.
| Род войск                                       | Соответствующее звание/должность |
| В командном составе                             | В командном составе |
| ----------------------------------------------- | --- |
| в сухопутных и военно-воздушных силах РККА      | комдив |
| Народный комиссариат внутренних дел СССР        | комиссар государственной безопасности 3-го ранга, введённое постановлением ЦИК и СНК СССР от 7 октября 1935 года (военнослужащие пограничных и внутренних войск НКВД имели воинские звания, принятые в РККА) |
| Военно-Морской Флот СССР                        | флагман 2-го ранга |
| ВВС ВМФ и береговая служба                      | комдив |
| В начальствующем составе                        | |
| в военно-политическом составе всех родов войск  | дивизионный комиссар |
| в военно-техническом составе всех родов войск   | дивинженер |
| в военно-техническом составе ВМФ                | инженер-флагман 2-го ранга |
| в военно-хозяйственном составе всех родов войск | дивинтендант |
| в военно-ветеринарном составе всех родов войск  | дивветврач |
| в военно-юридическом составе всех родов войск   | диввоенюрист |

## Знаки различия

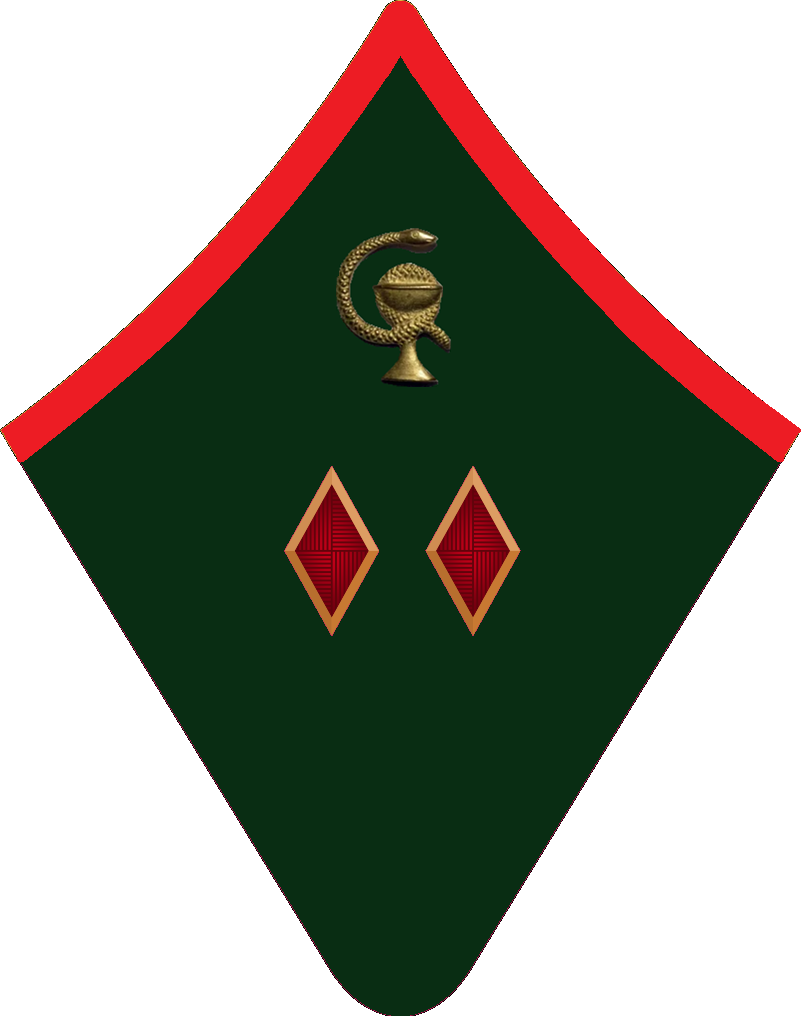
Петлица дивврача для шинели

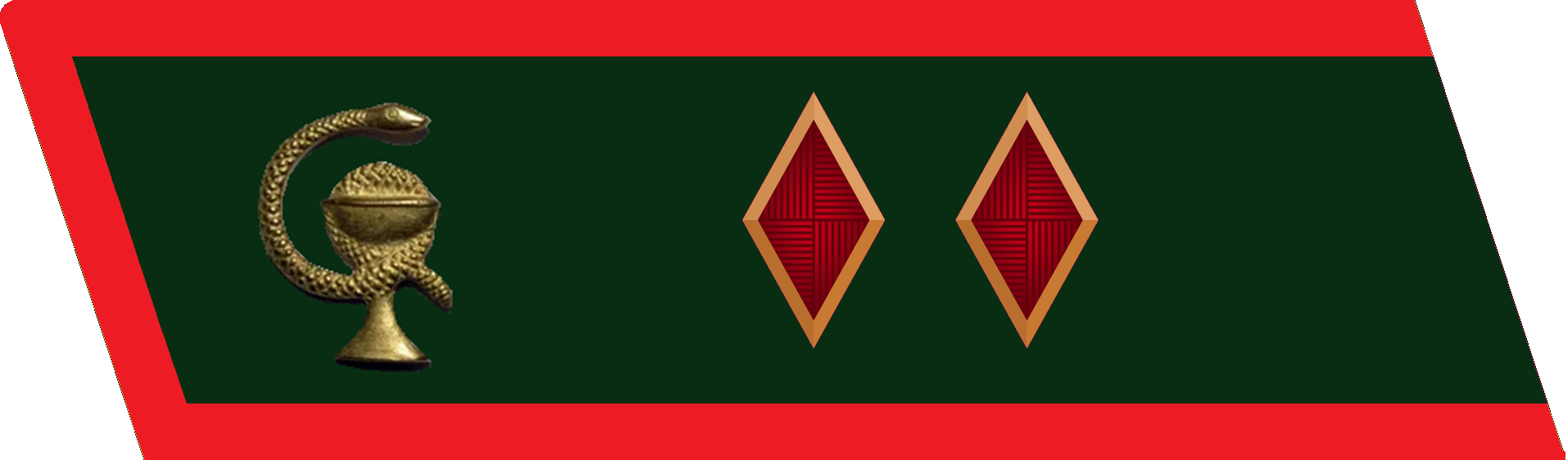
Петлица дивврача дл гимнастёрки

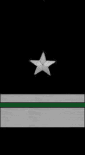
Дивврач ВМФ

Знаки различия — два красных ромба в петлицах.
Над ромбами была эмблема военно-медицинского состава — сосуд гигеи золотого цвета, установленная приказом НКО СССР от 10 марта 1936 года № 33.
Постановлением СНК СССР от 2 декабря № 2590 для военно-медицинского состава была установлена тёмная-зелёная расцветка петлиц с красным кантом.
Во флоте расцветки галунов и просветов на нарукавных знаках различия были установлены Постановлением СНК СССР от 2 декабря 1935 г. № 2591. Цвет галунов и звёзд над ними был белый (сребристый), а цвет просветов (выпушек) между галунами — зелёный. 
Дивврачу ВМФ полагался один широкий и один средний галун серебристого цвета с зелёным просветом между ними. Над галунами была размещена одна серебристая пятиконечная звезда.

## Присвоения звания[5]
| Фамилия имя отчество (годы жизни)             | Дата присвоения звания | Примечание |
| Андреев Владимир Андреевич (1900—1952)        | 03.11.1939             | - |
| Андреев Фёдор Фёдорович (1900—1950)           | 09.01.1942             | Корврач; Генерал-майор медицинской службы (12.05.1943); Генерал-лейтенант медицинской службы (24.05.1945)     |
| Аничков Николай Николаевич (1885—1964)        | 24.01.1936             | Генерал-лейтенант медицинской службы (01.02.1943)                                                             |
| Аринкин Михаил Иннокентьевич (1876—1948)      | 24.01.1936             | Генерал-майор медицинской службы (01.02.1943); Генерал-лейтенант медицинской службы (20.04.1945)              |
| Аствацатуров Михаил Иванович (1878—1936)      | 24.01.1936             | - |
| Ахутин Михаил Никифорович (1898—1948)         | ?                      | Генерал-майор медицинской службы (21.04.1943); Генерал-лейтенант медицинской службы (27.06.1945)              |
| Барков Александр Николаевич (1892—1940)       | 23.12.1935             | - |
| Богомолец Александр Александрович (1881—1946) | ?                      | - |
| Бондарев Николай Иванович (1888—1965)         | 02.04.1940             | Генерал-майор медицинской службы (21.04.1943)                                                                 |
| Буш Эдвин Вильгельмович (1873—1942)           | 08.08.1940             | - |
| Быков Константин Михайлович (1886—1959)       | 08.08.1940             | Генерал-майор медицинской службы (12.05.1943); Генерал-лейтенант медицинской службы (27.01.1951)              |
| Бялик Петр Михайлович (1893—1986)             | ?                      | Генерал-майор медицинской службы (01.02.1943)                                                                 |
| Великанов Иван Михайлович (1898—1938)         | 17.02.1936             | - |
| Воячек Владимир Игнатьевич (1876—1971)        | 24.01.1936             | Корврач; Генерал-лейтенант медицинской службы (01.02.1943)                                                    |
| Гирголав Семен Семенович (1881—1957)          | 24.01.1936             | Корврач; Генерал-лейтенант медицинской службы (01.02.1943)                                                    |
| Горшков Михаил Алексеевич (1874—1941)         | 08.08.1940             | - |
| Джанелидзе Иустин Ивлианович (1883—1950)      | 25.11.1939             | Генерал-лейтенант медицинской службы (12.05.1943)                                                             |
| Дойников Борис Семенович (1879—1948)          | 26.04.1940             | Генерал-майор медицинской службы (01.02.1943)                                                                 |
| Долганов Владимир Николаевич (1868—1941)      | 16.08.1939             | Корврач (1941)                                                                                                |
| Зарайский Александр Николаевич (1890—1938)    | 22.02.1938             | - |
| Злобин Александр Родионович (1874—1957)       | ?                      | Генерал-майор медицинской службы (21.04.1943)                                                                 |
| Крылов Дмитрий Осипович (1873—1950)           | 26.04.1940             | Генерал-майор медицинской службы (01.02.1943)                                                                 |
| Кючарианец Артур Григорьевич (1889—1962)      | 23.11.1935             | Корврач (22.02.1938); Генерал-майор медицинской службы (21.04.1943)                                           |
| Лубо Владимир Казимирович (1874—1945)         | 30.07.1940             | Генерал-лейтенант медицинской службы (12.05.1943)                                                             |
| Малиновский Павел Иванович (1899—1949)        | 25.09.1942             | Генерал-майор медицинской службы (31.03.1943)                                                                 |
| Мандырка Петр Васильевич (1884—1943)          | 24.12.1935             | Генерал-майор медицинской службы (01.02.1943)                                                                 |
| Маслов Михаил Степанович (1885—1961)          | 26.04.1940             | Генерал-майор медицинской службы (01.02.1943)                                                                 |
| Моисеев Александр Иванович (1857—1939)        | 24.01.1936             | - |
| Немёнов Михаил Исаевич (1880—1950)            | 26.04.1940             | Генерал-майор медицинской службы (01.02.1943)                                                                 |
| Окунаевский Яков Леонтьевич (1877—1940)       | 26.04.1940             | - |
| Орбели Левон Абгарович (1882—1958)            | 24.01.1936             | Корврач; Генерал-лейтенант медицинской службы (01.02.1943); Генерал-полковник медицинской службы (25.05.1944) |
| Осипов Виктор Петрович (1871—1947)            | 24.01.1936             | Корврач; Генерал-лейтенант медицинской службы (01.02.1943)                                                    |
| Павловский Евгений Никанорович (1884—1965)    | 24.01.1936             | Корврач; Генерал-лейтенант медицинской службы (01.02.1943)                                                    |
| Рагоза Николай Иванович (1883—1956)           | 26.04.1940             | Генерал-майор медицинской службы (31.03.1943)                                                                 |
| Рейнер Борис Аронович (1895—1938)             | 23.11.1935             | - |
| Смирнов Ефим Иванович (1904—1989)             | ?                      | Корврач; Генерал-лейтенант медицинской службы (01.02.1943); Генерал-полковник медицинской службы (10.10.1943) |
| Тонков Владимир Николаевич (1872—1954)        | 24.01.1936             | Корврач; Генерал-лейтенант медицинской службы (01.02.1943)                                                    |
| Турнер Генрих Иванович (1858—1941)            | 24.01.1936             | Корврач (26.03.1941)                                                                                          |
| Фигурнов Константин Михайлович (1887—1961)    | 26.04.1940             | Генерал-майор медицинской службы (01.02.1943)                                                                 |
| Шамов Владимир Николаевич (1882—1962)         | 26.04.1940             | Генерал-майор медицинской службы (01.02.1943); Генерал-лейтенант медицинской службы (10.10.1943)              |
| Шевкуненко Виктор Николаевич (1872—1952)      | 24.01.1936             | Корврач; Генерал-лейтенант медицинской службы (01.02.1943)                                                    |